# Nikocado Avocado
Nicholas Perry (Jersón, Óblast de Jersón; 19 de mayo de 1992),conocido por su pseudónimo Nikocado Avocado, es un youtuber y celebridad de internet ucraniano-estadounidense. Es conocido mundialmente por sus videos de muk-bang en donde come grandes cantidades de comida basura. Hasta agosto de 2025, ha acumulado más de 10.2 millones de suscriptores y aproximadamente 2,896 millones de reproducciones en sus seis canales de YouTube.

## Biografía
Perry nació en Jersón, Ucrania, pero más tarde, sus padres lo pusieron en adopción y fue adoptado por una familia estadounidense cuando era un bebé. Se crio en la ciudad de Harrisburg, Pensilvania.
Antes de que Perry se convirtiera en una celebridad de internet, se especializó en actuación en la universidad y recibió devoluciones de llamadas para The Glee Project. Era un violinista y trabajó en The Home Depot mientras seguía su carrera como violinista independiente.
El contenido inicial de Perry incluía videos tocando el violín y vlogs de estilo de vida vegano. En 2016, publicó un video en su canal explicando por qué ya no era vegano, citando problemas de salud, así como la belicosidad de la comunidad vegana en internet.

## Videos muk-bang
Después de 2016, Perry comenzó a crear videos muk-bang; el primero obtuvo 50 000 visitas en un par de semanas. Se convirtió en uno de los primeros hombres estadounidenses en participar en la tendencia, y apareció en la serie Tosh.0 de Comedy Central en 2018. En los primeros días de sus videos de muk-bang, era conocido por tener a su loro mascota sentado en su hombro mientras comía.
Dice que ha tenido episodios maníacos debido a su dieta deficiente y que usó sus momentos bajos para alentar las vistas de sus videos, a veces usando clickbait.
Perry dijo en 2019 que solo planea crear videos de muk-bang «durante un par de años más» y que «es muy poco saludable». Numerosos videos emocionalmente turbulentos subidos por Perry también han llevado a las personas a cuestionar el estado de su salud mental. A fines del 2020, creó una cuenta en OnlyFans para publicar contenido pornográfico de él y su esposo Orlin Home. También está en Cameo y Patreon.
El 5 de marzo de 2022, un video muk-bang producido por Perry titulado «Our Final Video Together» —en español: «Nuestro video final juntos»— capturó inadvertidamente el audio de una mujer apuñalada, con los gritos de la víctima de fondo mientras Perry y Home consumían nuggets de pollo y papas fritas. A raíz del incidente, los usuarios en línea comenzaron a especular si el video sería admisible como evidencia en una investigación del crimen.

### Controversias

#### Disputa con Stephanie Soo
En diciembre de 2019, la muk-banger Stephanie Soo acusó a Perry de acosarla a través de mensajes de texto y tomar fotos desde el interior de su casa. Ofreció contra-evidencia a través de un video de respuesta, en el que mostró imágenes de Soo mostrando que ella estaba completamente consciente de las fotos que se estaban tomando. También mostró mensajes de texto entre los dos, mostrando que Soo lo había dejado plantado para una colaboración programada. Zach Choi, quien se unió a Perry y Soo en su colaboración, declaró más tarde que había contratado a un abogado para abordar las afirmaciones de Perry en las redes sociales, aunque nunca se llevó a cabo ninguna acción legal.
En septiembre de 2021, Perry reveló más tarde que la pelea fue completamente orquestada para beneficiar tanto su carrera como la de Soo, citando su educación anterior en artes escénicas y su deseo de interpretar el papel del villano. En una entrevista con la revista MEL, Perry declaró: «Ambos sabíamos que esto sería lo mejor para nuestras carreras. [Nosotros] dimos a conocer nuestros nombres más allá de lo que jamás creímos posible».

## Salud
Debido al fuerte aumento de peso de Perry en los últimos años, muchos fanes y youtubers se han preocupado por su salud. En 2019, le dijo a Men's Health que sufría pérdida de libido y disfunción eréctil como resultado de sus atracones. Recientemente, ha dicho que está discapacitado y monta un vehículo de movilidad.
El 18 de septiembre de 2021, Perry hizo un video anunciando que se había fracturado las costillas y dijo que se había lastimado después de meses de «tos fuerte y excesiva». En los días previos al video, el diagnóstico de un médico mostró que se había fracturado tres de sus costillas izquierdas. A veces se le ve usando una máscara de CPAP, un dispositivo diseñado para personas con apnea del sueño, en sus videos.
En septiembre de 2024, Perry subió un video titulado "Two Steps Ahead", en el que mostraba que había perdido alrededor de 250 libras (110 kg) en dos años, y afirmaba haber grabado material por última vez para YouTube al comienzo de este período de tiempo, a pesar de seguir subiendo nuevos videos a sus canales hasta varios días antes. En el mismo video, reveló que los videos eran un "experimento social".

## Vida personal
Perry se mudó a la ciudad de Nueva York en 2013. Mientras estuvo allí, se unió a un grupo de Facebook para personas veganas y conoció a su ahora esposo, Orlin Home, que vivía en Colombia. Se casaron en 2017.
Perry ha luchado con problemas de salud mental desde una edad temprana. A la edad de cinco años, lo colocaron en terapia por problemas de comportamiento y búsqueda excesiva de atención, y a la edad de siete años, le recetaron un antidepresivo. También le habían diagnosticado trastorno obsesivo-compulsivo, así como TDAH.